# 50 Batalion Łączności
50 batalion łączności (50 błącz) - samodzielny pododdział  łączności ludowego Wojska Polskiego.
Wchodził w skład 8 Korpusu Piechoty (1951-1953), a następnie 8 Korpusu Armijnego (1953-1956). Terytorialnie należał do Warszawskiego Okręgu Wojskowego.
Stacjonował w Olsztynie.

## Struktura organizacyjna
Dowództwo i sztab
- stacja szyfrowa
- kompania radiowa
  - pluton wozów dowodzenia
  - 1 pluton radiowy
  - 2 pluton radiowy
- kompania telefoniczno – telegraficzna
  - pluton transmisji informacji
  - pluton radioliniowo – kablowy
  - pluton łączności wewnętrznej i zasilania
- pluton łączności TSD
- Wojskowa Stacja Pocztowa
- pluton remontowy
- pluton zaopatrzenia
- pluton medyczny